# Eupelmus soror
Eupelmus soror är en stekelart som beskrevs av Girault 1915. Eupelmus soror ingår i släktet Eupelmus och familjen hoppglanssteklar. Inga underarter finns listade i Catalogue of Life.